# إريك إبراهام
إريك إبراهام (بالألمانية: Erich Abraham) هو جندي ألماني، ولد في 27 مارس 1895 في مالبورك في بولندا، وتوفي في 7 مارس 1971 في فيسبادن في ألمانيا.